# 오드리 린드발
오드리 린드발(Audrey Lindvall, 1982년 8월 11일 ~ 2006년 8월 2일)은 미국의 모델이다. 모델 안젤라 린드발의 동생이다.